# Segítség, gyereket várok!
A Segítség, gyereket várok! (eredeti cím: Baby on Board) 2009-ben bemutatott egész estés amerikai film. A forgatókönyvet Russell Scalise és Michael Hamilton-Wright írta, Brian Herzlinger rendezte, a zenéjét Teddy Castellucci szerezte, a producere Emilio Ferrari és Russell Scalise, a főszerepekben Jerry O’Connell, Lara Flynn Boyle és Heather Graham látható. A Screen Media készítette, a Lucky Monkey Pictures és a National Entertainment Media forgalmazta.
Amerikában 2009. július 9-én, Mexikóban pedig 2010. április 16-án mutatták be a mozikban.

## Szereplők
| Szereplő        | Színész          | Magyar hang    |
| --------------- | ---------------- | -------------- |
| Curtis Marks    | Jerry O’Connell  | Varga Gábor    |
| Mary Radcliffe  | Lara Flynn Boyle | Orosz Helga    |
| Angela Marks    | Heather Graham   | Kiss Virág     |
| Sylvia Chambers | Katie Finneran   | Zakariás Éva   |
| Danny Chambers  | John Corbett     | Czvetkó Sándor |

További magyar hangok: Fekete Zoltán, Juhász György, Kocsis Judit, Náray Erika, Rosta Sándor, Tóth Judit